# Зайбот Вилд, Тиагу
Тиагу Зайбот Вилд (порт.-браз. Thiago Seyboth Wild, бразильский португальский: [tʃiˈaɡu ˈzajbɨtʃ ˈviwdʒ];; род. 10 марта 2000 года в Марешал-Кандиду-Рондон, Бразилия) — бразильский профессиональный теннисист. Победитель одного турнира ATP в одиночном разряде; победитель одного юниорского турнира Большого шлема (Открытый чемпионат США 2018).

## Биография и интересные факты
Говорит на португальском, испанском и английском языках. Отец, Клаудио Рикардо Вилд, — руководит теннисными академиями. Мать Гизела Кристина Зайбот — врач. Есть сестра — Луана. Начал играть в теннис в 4 года, потому что его отец тоже играл. Переехал в Рио-де-Жанейро в 14 лет и начал быстро прогрессировать. Любимое покрытие — грунт, любимый удар — форхенд по линии. Любимый турнир — Ролан Гаррос. Его кумир — Рафаэль Надаль.

## Спортивная карьера

### 2018
Вилд стал вторым бразильцем, выигравшим юниорский турнир Большого шлема (Открытый чемпионат США 2018). Он также дошёл до полуфинала юниорского турнира Ролан Гаррос.

### 2019
В ноябре 2019 года, в возрасте 19 лет, он выиграл свой первый «челленджер» в Гуаякиле, впервые войдя в топ-300. Благодаря этой победе он поднялся на 235-е место в мировом рейтинге.

### 2020
В феврале 2020 года он получил «уайлд-кард» в основную сетку на Открытый чемпионат Рио-де-Жанейро, где он обыграл испанца Алехандро Давидовича Фокина в трех сетах со счётом 5-7, 7-6(3), 7-5 в первом раунде, в самой продолжительной игре за всю историю турнира (матч продолжался 3 часа 49 минут). В следующем раунде он проиграл Борна Чоричу. С набранными очками он впервые вошел в топ-200, поднявшись на 182-ю позицию в рейтинге.
На следующей неделе он получил «уайлд-кард» на турнир серии ATP 250 в Сантьяго. Там Зайбот Вилд провел свой лучший турнир в карьере: по ходу турнира он обыграл первого сеяного Кристиана Гарина, в полуфинале уверенно обыграл аргентинца Ренсо Оливо,а в финале он победил второго сеяного, норвежца Каспера Рууда, в трех сетах, став чемпионом в 19 лет. Уайлд также стал самым молодым теннисистом, завоевавшим титул на латиноамериканском грунте с тех пор, как Рафаэль Надаль выиграл турнир в Акапулько в 2005 году в возрасте 18 лет. Зайбот Вилд поднялся на 69 позиций, обновив личный рекорд в одиночном рейтинге ATP. Он поднялся на 113-е место. Также он установил новое достижение. Зайбот Вилд стал первым победителем соревнований ATP, родившимся в 2000-е годы.

## Рейтинг на конец года
| Год  | Одиночный рейтинг | Парный рейтинг |
| 2024 | 74                | 420            |
| 2023 | 79                | 270            |
| 2022 | 417               | 453            |
| 2021 | 131               | 589            |
| 2020 | 116               | 545            |
| 2019 | 211               | 396            |
| 2018 | 449               |                |
| 2017 | 614               | 1147           |

По данным официального сайта ATP на последнюю неделю года. 

## Выступления на турнирах

### Финалы турнировATPв одиночном разряде (1)

#### Победа (1)
| Легенда                     |
| --------------------------- |
| Турниры Большого шлема (0*) |
| Итоговый турнир ATP (0)     |
| ATP Мастерс 1000 (0)        |
| АТР 500 (0)                 |
| АТР 250 (1)                 |

| Титулы по покрытиям | Титулы по месту проведения матчей турнира |
| ------------------- | ----------------------------------------- |
| Хард (0*)           | Зал (0)                                   |
| Грунт (1)           | Зал (0)                                   |
| Трава (0)           | Открытый воздух (1)                       |
| Ковёр (0)           | Открытый воздух (1)                       |

* количество побед в одиночном разряде.
| №  | Дата         | Турнир         | Покрытие | Соперник в финале | Счёт        |
| 1. | 2 марта 2020 | Сантьяго, Чили | Грунт    | Каспер Рууд       | 7-5 4-6 6-3 |

### Финалы турнировATPв парном разряде (1)

#### Поражения (1)
| №  | Дата         | Турнир         | Покрытие | Партнёр     | Соперники в финале                 | Счёт            |
| 1. | 4 марта 2023 | Сантьяго, Чили | Грунт    | Матиас Сото | Андреа Вавассори Андреа Пеллегрино | 4-6 6-3 [10-12] |